# جسر كاركينز

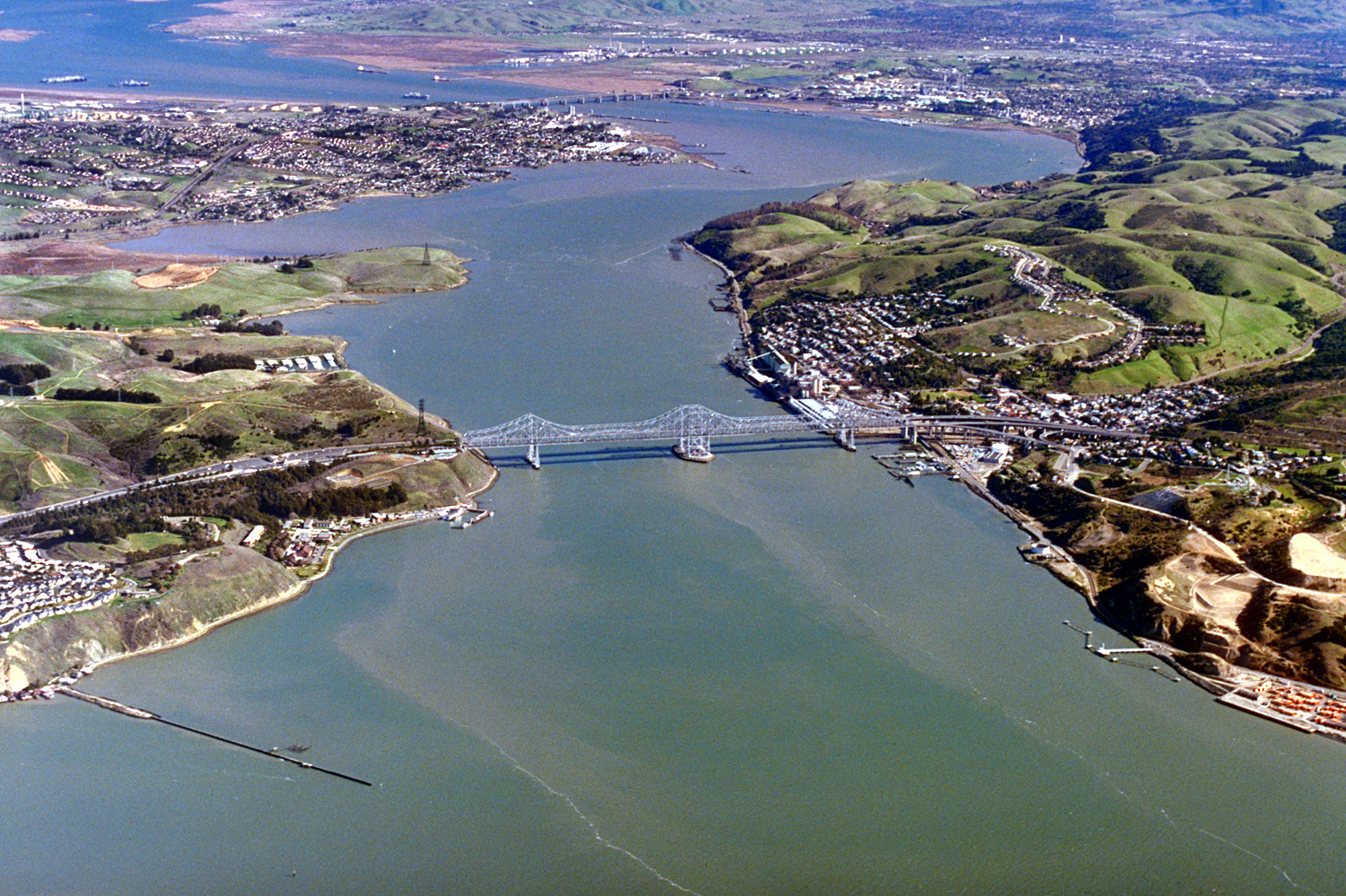
صورة جوّيّة لمضيق كاركينز وجسر كركيناز

جسر كَارْكِينَز جسر يقع في خليج سان فرانسيسكو بالولايات المتحدة الأمريكية.